# 日內瓦自然史博物館
日內瓦自然史博物館（Natural History Museum of Geneva）是位於瑞士日內瓦的一座博物館。日內瓦自然史博物館收藏有眾多生物學的藏品。

## 外部連結
- Official website （页面存档备份，存于）

46°11′56″N 6°09′30″E / 46.1989°N 6.1583°E